# Yeongam

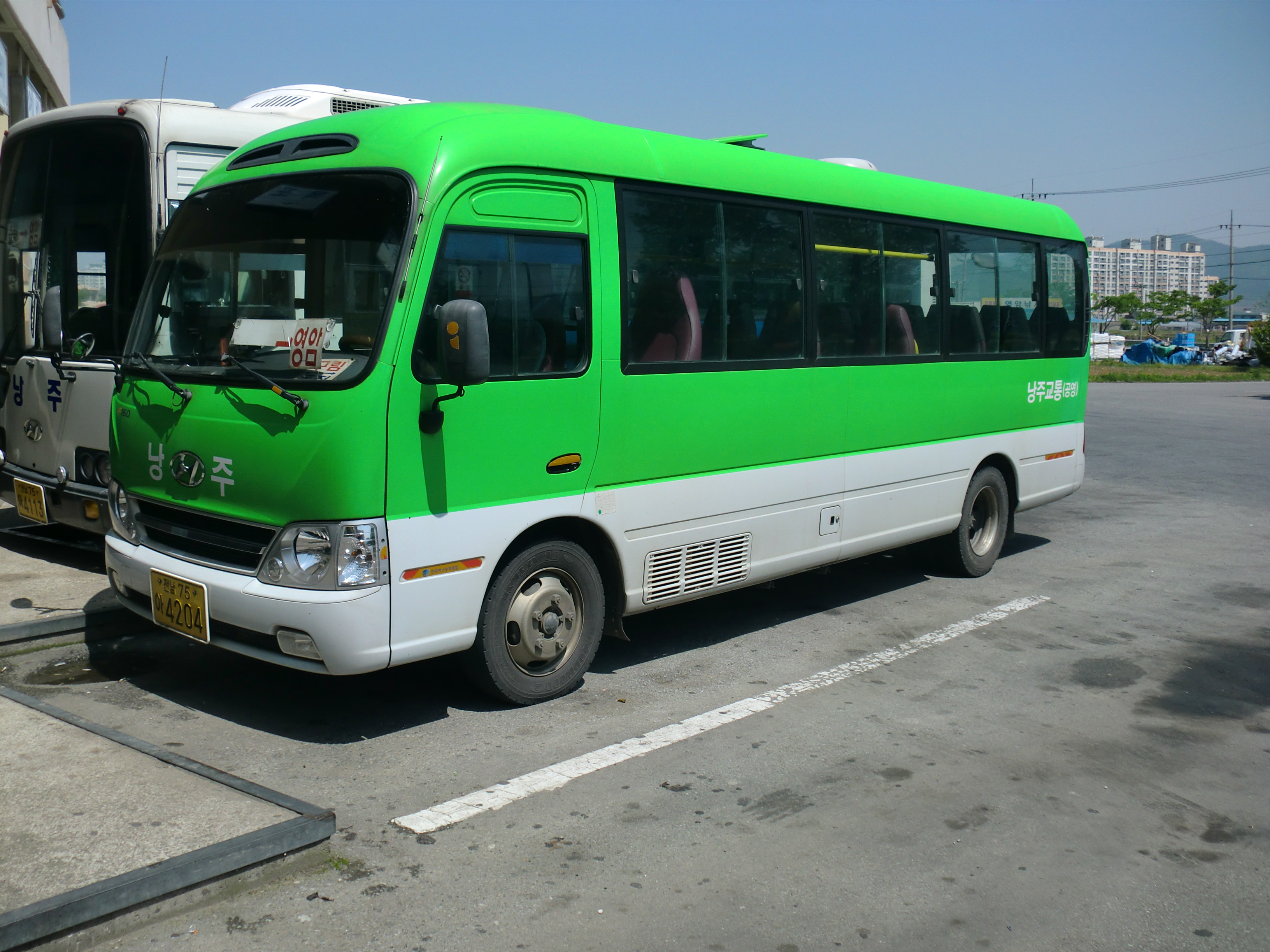
Yeongam Bus

Yeongam (Yeongam-gun, âm Hán Việt: Linh Nham quận) là một huyện của tỉnh Jeolla Nam, Hàn Quốc. Huyện này có diện tích 544,48 km², dân số năm 2001 là 65.268 người. Huyện lỵ là Yeongam-eup. Năm 2010, Korean Grand Prix sẽ được tổ chức dọc theo bờ cảng. Đường đua này sẽ có tên Korean International Circuit, được Hermann Tilke thiết kế. 

## Thành phố kết nghĩa
- Hồ Châu, Trung Quốc
- Yeongdeungpo, Hàn Quốc